# Hinwil
Hinwil är en ort och kommun i kantonen Zürich, Schweiz. Kommunen har 11 832 invånare (2023).
Hinwil är huvudort i distriktet Hinwil.
Förutom centralorten Hinwil finns i kommunen orterna Girenbad, Hadlikon, Ringwil, Unterbach, Unterholz och Wernetshausen.